# 中山こはく
中山 こはく（なかやま こはく、2008年7月30日 - ）は、日本の女性アイドル。KAWAII LAB.でのアイドルデビューを目指す次世代メンバーである「KAWAII LAB. MATES」のメンバー。神奈川県出身。アソビシステム所属。

## 略歴
- 2024年9月8日 KAWAII LAB. MATESとしてお披露目。初のパフォーマンスを披露。公式SNSアカウントを開設。
- 2024年12月25日 KAWAII LAB. MATESで9人体制で初めてFRUITS ZIPPERの「私の一番可愛いところ」を披露。歌い出しのセンターを務める。

## 人物
- メンバー内でのあだ名は「めろこは」[3]
- チャームポイントは「爪が丸いところ」[4]
- 好きな色は「黒、白、灰色、寒色系」[5]
- 好きな動物は「ハリネズミ、ひよこ」[6]
- 好きなちいかわのキャラクターは「くりまんじゅう」[7]
- 好きなサンリオのキャラクターは「ぽちゃっこ」[8]
- K-POPをよく聞く。好きな曲は「 Psycho/  Red Velvet  」[9]

## エピソード
- メンバーの辻りりかから栗まんじゅうをもらってから栗まんじゅうにハマった[10]
- 上記エピソードから、2人を合わせて「栗まんじゅうキッズ」と呼ばれている[11]
- 母親に「カッパに似ている」と言われたことから、カッパをモチーフにしたサインを採用[12]
- 緊張の度合いを示す「ぱくぱく程度」という表現を生み出した[13]
- K-POPアイドルに似ていると言われることがある。 似ているとの声が多く上がるのは、FIFTYFIFTY シャネル、ILLIT ミンジュ/モカ、UNIS エリシア。

## 出演

### テレビ番組
- ゴールデンドリーム（2025年4月3日-,テレビ朝日）

### ウェブ番組
- すくすくめいつ組（2025年1月19日 - ,OPENREC.tv ）[14]

### ウェブメディア
- Pop'n'Roll（2025年11月21日掲載）[15]

### 雑誌
- MARQUEE （2025年2月25日発行）

### イベント
- ウラハラフェス（2024年11月24日）[16]
- TGCteen(2025年7月30日)